# Masakra w Hungerford
Masakra w Hungerford – określenie serii strzelanin popełnionych w tzw. zbrodniczym szale, do których doszło 19 sierpnia 1987 roku w miasteczku Hungerford w hrabstwie Berkshire w Anglii w Wielkiej Brytanii. Masakra została dokonana przez 27-letniego Michaela Roberta Ryana, miejscowego mechanika świadczącego dorywcze usługi dla innych mieszkańców, pozostającego jednak bez stałej pracy. Za pracę dla okolicznych mieszkańców nie otrzymywał żadnego lub prawie żadnego wynagrodzenia. Strzelanina miała miejsce zarówno w Hungerford, jak i na jego przedmieściach oraz poza miasteczkiem; zginęło w nich łącznie 17 osób, a 20 zostało rannych.

## Przebieg
Michael Ryan zaczął masakrę od zastrzelenia 35-letniej kobiety Susan Godfrey, która szła z dwójką swoich dzieci w parku Savernake w miejscowości Wiltshire, znajdującej się na wschód od Hungerford. Ryan przechodził obok nich, po czym nagle zatrzymał się, wyciągnął pistolet Beretta i kazał kobiecie podnieść ręce go góry i pójść w krzaki. Dzieciom kazał odejść na bok w taki sposób żeby mogły się przyglądać temu co robi – po tym, gdy kobieta poszła w krzaki Ryan strzelił jej 13 razy w plecy, zabijając ją na miejscu, po czym zaczął śmiać się w kierunku jej przerażonych dzieci. Ryan następnie odjechał, a dzieci kobiety podbiegły do przechodzącej obok emerytki i powiedziały jej, że człowiek w czerni zabił ich matkę. Starsza kobieta zadzwoniła na policję, ale Ryan zdążył już odjechać z miejsca zdarzenia.
Kolejna strzelanina miała miejsce na stacji benzynowej w miejscowości Golden Arrow. Napastnik zaatakował kasjerkę pobliskiego sklepu znajdującego się przy stacji, oddając do niej strzały z pistoletu, ale ani razu jej nie trafił. Ryan uzbroił się więc w posiadany karabin M1 i wszedł do sklepu znajdującego się koło stacji, gdzie kasjerka schowała się pod ladą i chciał ją zabić, ale w tym momencie z jego karabinu wypadł magazynek. Sprawca szybko uciekł ze sklepu i pojechał do Hungerford. Atak na stacji benzynowej widział jeden z motocyklistów, który był chwilę wcześniej klientem przylegającego do niej sklepiku – podjechał więc swoim motocyklem do pobliskiego miasta Froxfield, żeby napastnik go nie wyśledził i zadzwonił na numer alarmowy, mówiąc, że był świadkiem napadu z bronią w ręku.
Napastnik tymczasem przyjechał do domu w Hungerford. Wówczas była godzina 12:45 czasu miejscowego. Sprawca załadował bagażnik swojego samochodu bronią palną i chciał odjechać, ale samochód nie ruszył z miejsca. Zdenerwowany tym Ryan oddał cztery strzały z karabinu w prawy bok swojego samochodu. Sąsiedzi sprawcy powiedzieli już po masakrze w wywiadzie dla mediów, że widzieli Ryana chodzącego przez kilka minut pomiędzy swoim domem a samochodem, po czym miał wejść do domu i zastrzelić swojego psa lub według innych raportów dwa psy. Następnie podpalił swój dom za pomocą kanistra z benzyną, który zakupił dzień wcześniej. Ogień doszczętnie zniszczył oprócz jego domu także trzy inne nieruchomości. Ryan zabrał ze sobą następnie trzy sztuki broni, które wcześniej umieścił w bagażu samochodu i strzelił do znajdujących się w ogrodzie swojego domu sąsiadów Rolanda i Sheili Masonów, zabijając ich na miejscu zdarzenia.
Ryan poszedł następnie wzdłuż głównej ulicy miasta i strzelał co jakiś czas do przypadkowych ludzi. Niedługo po tym jak zaczął swój krwawy pochód strzelił do Marjorie Jackson, która obserwowała dziwne zachowanie Ryana z okna swojego pokoju i do 14-letniej dziewczyny – Lisy Mildenhall, która przebywała w ogródku swojego domu. Obie kobiety przeżyły. Mildenhall później powiedziała, że Ryan uśmiechnął się do niej zanim oddał strzały. Mildenhall i Jackson zdołały doczołgać się do domu 77-letniej Dorothy Smith, która zaczęła je ratować tamując krwawienie z ran. Jackson zadzwoniła do kolegi jej męża, żeby ten powiedział mu co ją spotkało oraz na numer alarmowy. Dorothy Smith nie odniosła obrażeń w strzelaninie, ale Ryan ponoć również do niej mierzył ze swojego karabinu.
Ryan poszedł dalej, strzelając do kolejnych osób. Napotkał na swojej drodze 51-letniego mężczyznę, który wyprowadzał psa na spacer. Ten podniósł ręce do góry w geście poddania się, ale Ryan zignorował to i strzelił do mężczyzny, zabijając go na miejscu. Według świadków mężczyzna wciąż trzymał smycz swojego psa w ręce kiedy umierał, jakby nie chciał w ostatnich chwilach życia uwierzyć w to co się stało. Ryan następnie strzelił do znajdującego się niedaleko policjanta Rogera Breretona, który widząc co się dzieje wszedł do swojego radiowozu i chciał odjechać, żeby wezwać posiłki. Ryan strzelił do niego i zabił go, ale Brereton nie umarł od razu i konając zadzwonił do swoich kolegów policjantów, mówiąc im że został zastrzelony na głównej ulicy Hungerford przez strzelającego do ludzi szaleńca. Ryan następnie strzelił do Lindy Chapman i jej nastoletniej córki Alison, raniąc je.
Po tym jak Linda Chapman zdołała uciec wraz z córką z miejsca masakry, Ryan strzelił do wyjeżdżającego z posesji samochodu kolegi męża wcześniej postrzelonej przez niego Marjorie Jackson. Ryan strzelił mu w głowę z karabinu, zabijając go na miejscu.
Ryan następnie skręcił w inną z głównych ulic, która krzyżowała się z tą na której mieszkał, strzelając i zabijając Abdula Rahmana Khana, który kosił trawnik w swoim ogródku przed domem. Sprawca strzelił jeszcze do swojego znajomego, który wyszedł sprawdzić co się dzieje, ale ten przeżył postrzał.
Sprawca zaczął następnie strzelać w okna domków, po czym ponownie zaczął strzelać do ludzi na ulicy. W tym momencie na miejsce masakry dojechała samochodem matka napastnika Dorothy Ryan. Matka napastnika otworzyła drzwi samochodu, w którym znajdował się udający martwego Ivor Jackson, mąż Marjorie Jackson, którego kolega został zabity przez sprawcę. Ryan usłyszał, że coś się dzieje na miejscu wcześniejszej strzelaniny, toteż wrócił się z ulicy, na której się aktualnie znajdował i zobaczył swoją matkę, która powiedziała mu żeby się poddał, ale ten zignorował to i strzelił do swojej matki kilkukrotnie z karabinu, zabijając ją. Sprawca następnie zranił sąsiadkę, która wyszła na zewnątrz żeby upomnieć Ryana za hałasowanie, ponieważ myślała, że strzela on do papierowych celów poustawianych na drewnie za swoim domem. Następnie sprawca pobiegł do centrum miasta.
W tym momencie policja nie miała żadnego planu działania wobec sprawcy toteż nie zostały podjęte żadne kroki takie jak blokada miasta ani szukanie sprawcy po mieście, nie ściągnięto też od razu sił specjalnych, które pojawiły się dopiero później. Ryan był obserwowany z helikoptera policyjnego, jego postać została też uchwycona na kamerach z helikopterów transmisyjnych niektórych angielskich stacji telewizyjnych. Policjant, który brał udział w akcji stwierdził, że policjanci byli za słabo uzbrojeni żeby stawić czoła napastnikowi uzbrojonemu w karabin.
W centrum miasta sprawca strzelił do ojca dwójki dzieci, zabijając go, a następnie strzelił do nastolatka Andrew Candle'a, który jechał na rowerze i dzięki temu przeżył prawdopodobnie dlatego, że jego prędkość utrudniła strzelcowi trafienie. Następnie strzelił do taksówkarza, zabijając go, a następnie jednego z okolicznych mechaników, który został ranny.
Ryan poszedł w dalszą drogę chodząc w centrum miasta i strzelając do ludzi na zatłoczonej ulicy. Następnie zabił 67-letniego Douglasa Wainwrighta i ciężko ranił jego żonę. Strzelił też do Kevina Lance’a, któremu udało się uciec i przeżyć.
Następnie sprawca napotkał na swojej drodze 51-letniego mechanika Erica Vardy’ego i jego z nim w samochodzie – Stevena Balla. Sprawca ostrzelał samochód, trafiając obu z nich. Samochód Vardy’ego zjechał z drogi i uderzył w znajdujący się nieopodal budynek mieszkalny. Vardy chwilę później zmarł w wyniku ran oraz szoku, ale Ball nie odniósł poważniejszych obrażeń.
Sprawca następnie zaczął strzelać na wszystkie strony, raniąc wiele osób, niektórych poważnie, ale obrażenia pozostałej piątki były jednak tak niewielkie, że nie wliczono ich na listę rannych osób.
O godz. 13:30 sprawca zastrzelił 22-letnią Sandrę Hill, która jechała swoim samochodem wzdłuż bocznej ulicy. Niedaleko miejsca zdarzenia przechodził akurat żołnierz Carl Harries, który próbował udzielić pierwszej pomocy Hill ale ta zmarła w jego ramionach.
Po zastrzeleniu Sandry Hill sprawca strzelił do wnętrza jednego z domów, zabijając na miejscu jego mieszkańca Jacka Gibbsa oraz krytycznie raniąc jego żonę Myrtle, która zmarła dwa dni później. Sprawca strzelił też w kierunku sąsiednich domów, raniąc Michaela Jenningsa i Myrę Geater. Następnie sprawca strzelił do przejeżdżającego samochodu, krytycznie raniąc kierowcę Iana Playle'a, który wracał ze swoją żoną i dziećmi ze sklepu. Ich samochód rozbił się. Playle zmarł z powodu ran dwa dni później i był ostatnią ofiarą masakry w Hungerford. Jego żona i dzieci nie odnieśli żadnych obrażeń. Sprawca następnie strzelił jeszcze do 66-letniego George’a Noona, raniąc go, po czym uciekł z miejsca strzelaniny.
Napastnik wtargnął do znajdującej się niedaleko szkoły John O'Gaunt Community Technology College, do której sam niegdyś uczęszczał, i w której chciał najpewniej dokonać masakry na pracownikach. Szkoła była zamknięta z powodu wakacji i znajdowało się w niej tylko kilka osób, głównie woźni, nie było ani studentów, ani nauczycieli. Sprawca został zauważony przez parę osób, gdy wchodził do szkoły. Ponieważ pracownicy ci znali układ pomieszczeń – powiedzieli policji gdzie może się znajdować. Ryan zabarykadował się w jednej z klas. Następnie sprawca ostrzelał latające nad szkołą helikoptery policyjne i medialne, ale nie trafił w żaden z nich. Policja próbowała negocjować z Ryanem, żeby ten się poddał, ale bezskutecznie. Oznajmił policjantom, że śmierć jego matki była błędem. Powiedział również zdanie, które było potem szeroko komentowane przez media odnośnie jego motywów, które brzmiało następująco: Hungerford musi być w końcu trochę porozwalane. Żałuję, że nie zostałem w łóżku. O godz. 18:52 Ryan popełnił samobójstwo, strzelając sobie w głowę z pistoletu Beretta.

## Ofiary strzelaniny
- Susan Godfrey
- Roland Mason
- Sheila Mason
- Kenneth Clements
- Roger Brereton
- George White
- Abdul Rahman Khan
- Dorothy Ryan
- Francis Butler
- Marcus Barnard
- Douglas Wainwright
- Eric Vardy
- Sandra Hill
- Jack Gibbs
- Myrtle Gibbs
- Ian Playle
- Michael Robert Ryan

## Sprawca
Sprawcą masakry był 27-letni Michael Robert Ryan (ur. 18 maja 1960 w Marlborough), który był mechanikiem, miejscowym mieszkańcem i znał niektóre ze swoich ofiar. Nie wiadomo co zmotywowało go do dokonania zamachu. Często odwiedzał lekarzy psychiatrów, którzy po strzelaninie powiedzieli w wywiadach, że od początku podejrzewali, że może on cierpieć na zaburzenia psychotyczne. Sprawca posiadał swoje bronie legalnie, kolekcjonowanie jej było jednym z jego zamiłowań, był posiadaczem pozwolenia na broń, często trenował także strzelanie. Ryan był postrzegany jako wyizolowany od społeczeństwa przez swoją matkę z którą mieszkał. Ryan był kawalerem i nie miał dzieci, prawdopodobnie również nigdy nie nawiązał bliższego kontaktu z kobietami w swoim wieku.

### Motywy
Wśród motywów Ryana jako główny czynnik wymieniane były jego zaburzenia psychiczne, prawdopodobnie schizofrenia lub podobna choroba o charakterze psychotycznym. Jego motywem mogła być również frustracja z powodu niemożności znalezienia stałej pracy, niemożność lub strach przed nawiązywaniem kontaktów z ludźmi i płcią przeciwną. Po wywiadach z innymi ludźmi, którzy go znali oraz po analizie jego ostatnich słów przed dokonaniem samobójstwa niektórzy doszli do wniosku, że motywem Ryana mogła być pogarda dla stylu życia, którzy wszyscy uważali za normalny, a którego Ryan nie był namacalną częścią. Media donosiły o jego przesadnej fascynacji bronią palną. Ponadto Ryan był zafascynowany filmem Rambo - Pierwsza krew z 1982 roku. Odgrywający główną rolę Johna Rambo aktor Sylvester Stallone powiedział, że był zszokowany gdy się o tym dowiedział i stwierdził, że media zrzucają winę na wszystko co lubili np. oglądać mordercy zamiast skupić się na ich prawdziwych problemach i że uważa za absurdalny zarzut, iż film o Johnie Rambo, w którym występował, mógł przyczynić się do masakry w Hungerford.